# 多卓变虫属
多卓变虫属（學名：Polychaos）是變形蟲門真正變形蟲科的一個屬，於1926年由美國生物學家阿薩·阿圖·沙弗發表描述。

## 分類
1926年，美國生物學家阿薩·阿圖·沙弗將原屬變形蟲屬的無恆變形蟲（Amoeba dubia）與囊多卓變蟲（Amoeba fasciculata）從該屬中分出，改歸入一新屬，即多卓变虫属，並以無恆變形蟲為本屬的模式種。本屬最初被歸入Chaidae科，後來有學者將其歸入真正變形蟲科中。

## 形態
據沙弗描述，本屬的變形蟲細胞的前端通常具有多個偽足，且沒有單一偽足明顯比其他的更長並主導移動方向，形似人類的手指從手掌中伸出，其細胞質流動並不均勻，即細胞後端有相當部分的內質不參與主導細胞移動的細胞質流。與同科其他物種相比，毛變形蟲屬（Trichamoeba）的變形蟲很少形成偽足，僅形成較小型的突起；后卓变虫属（Metachaos）的變形蟲則會形成一個主要的偽足以司移動，且內質在胞中均勻流動。
另外本屬的變形蟲背側無脊狀構造，雖具有多個偽足，但移動快速時可能暫時只剩下一個偽足，僅含有一個細胞核。

## 物種
本屬包含以下物種：
- P. annulatum：原屬變形蟲屬，學名為Amoeba annulata，於1902年由瑞士生物學家Eugène Penard發表描述。1998年因形態特徵被改歸入本屬[5]。
- 無恆變形蟲（P. dubium）
- 囊多卓變蟲（P. fasciculatum）
- P. timidum Bovee, 1972
- P. nitidubium Bovee, 1970